# دیوید رنه د روتشیلد
دیوید رنه د روتشیلد (انگلیسی: David René de Rothschild؛ زادهٔ ۱۵ دسامبر ۱۹۴۲) کارآفرین، بانکدار و مدیر ارشد اجرایی فرانسوی-بریتانیایی است، که در حال حاضر به‌عنوان رئیس هیئت مدیره بانک ان ام روتشیلد اند سانز فعالیت می‌کند.